# 大石神社 (横浜市)
大石神社（おおいしじんじゃ）、または大石社（おおいししゃ）は、神奈川県横浜市緑区に鎮座する神社で、王子神社とともに長津田の鎮守。ご神体の大石が六歌仙のひとりの在原業平であるという伝説が残っている。

## 祭神
- 大石大神[1]
- 神明大神[1]
- 稲荷大神[1]

## 歴史
大石神社は長津田宿の西方、旧大山道に面する小高い丘の上に鎮座している。この丘は、神社の名から「大石山」と呼ばれ、字名も同じく「大石山」である 。王子神社とともに長津田の鎮守社であり、境内に通じる坂の途中に長津田上宿常夜燈が残されている。
神体は無銘の自然石で、台石に固定されている。台石を除いた高さは135センチメートル、幅は一番広いところで110センチメートル程度の楕円形を呈し、石質は安山岩である。この石については、在原業平が女性とともに東国に下向した際に2人とも死して石に変じたものとも、討手に追われてこの地に逃げ延びてきた武士（この武士が業平であったともいう）が火攻めに遭い、亡骸が石に化したものとも伝わる。村人はこの石を相模方面に運ぼうと試みたが果たせず、武蔵の方に運ぼうとしたらようやく動かすことができた。そこで今の場所に祠を建てて祀ることにしたが、数年のうちに石は大きくなって祠を破壊した。そこでさらに大きな祠を造ったものの、また石は大きく育って祠を壊した。それが何回も繰り返されたため、大きな社を造立して祀ることになったと伝わる。別の説では、もともとこの石は瀬谷村と長津田村の境界にあって、2つの村が石を巡って所有権を争っていた。やがて神意に従うこととなって、石は長津田村の所有となった。この石の旧地は、現在の環状4号線と国道16号（大和バイパス）が交差する地点であったという。
『新編武蔵国風土記稿』では創建時期についての記載はなく、「高札場の邊の丘上にあり、此社あるを以て字をも大石山と呼り、当社は在原業平朝臣を祭れるなりと（後略）」と記している。1694年（元禄7年）に長津田村の領主である岡野房恒と岡野成明らによって社殿が修復された記録が残る。その後1752年（宝暦2年）に社殿を新築している。1923年（大正12年）5月に神明社と稲荷社（長栄稲荷）を合祀したが、その後稲荷は旧地の下長津田に戻したという。同年9月、関東大震災の被害に遭って奥殿が崩れ、神体の自然石も倒れた。そのため宮内省の援助による暫定的な建築を経て、1957年（昭和32年）に本格的な造営を行った。このとき奥殿をコンクリートの倉造りに改築し、1960年（昭和35年）に拝殿を草葺からトタン葺に改築している。
神社の奉賛会による記録によると、「1946年（昭和21年）8月1日、宗教法人令により神社本庁所属の宗教法人を設立、宗教団体として届出、今日に至る。現在の神社の維持管理は法人役員、神官及び氏子代表二名、それに協力団体奉賛会がこれにあたっている」という。
大石神社とその境内は「大石観桜（おおいしかんおう）」として長津田十景の1つに選定されている。
なお、神社の別当は不動院という寺院であったが、明治の初めに廃寺となった。不動院は山号を大石山といい、下長津田片町のはずれにあったと伝わる。同寺院の造った棟札2枚が、神社の奥殿に納められている。その棟札が、先に述べた1694年（元禄7年）と1752年（宝暦2年）のものである。

## 境内
大石神社参道脇には、天保14年（1843年）、秋葉講中によって建立された燈籠(上宿常夜燈)がある。燈籠正面に秋葉山の文字を刻み、基礎部分、中台側面には彫刻が施され、火袋部分には天狗の羽扇の透かしがある。下宿常夜燈とともに横浜市の地域史跡に登録されている。
大石神社境内のモミ2本、シラカシ5本の計7本の樹木が横浜市名木古木に指定されている。中でも2本のモミは樹高約30メートル、樹齢340年とされている。

## 年中行事
主な行事は以下のとおり（2018年8月12日現在）。
- 1月1日 - 元旦祭
- 2月17日 - 祈年祭
- 2月節分 - 節分祭
- 10月第2日曜 - 例大祭

## 資料写真

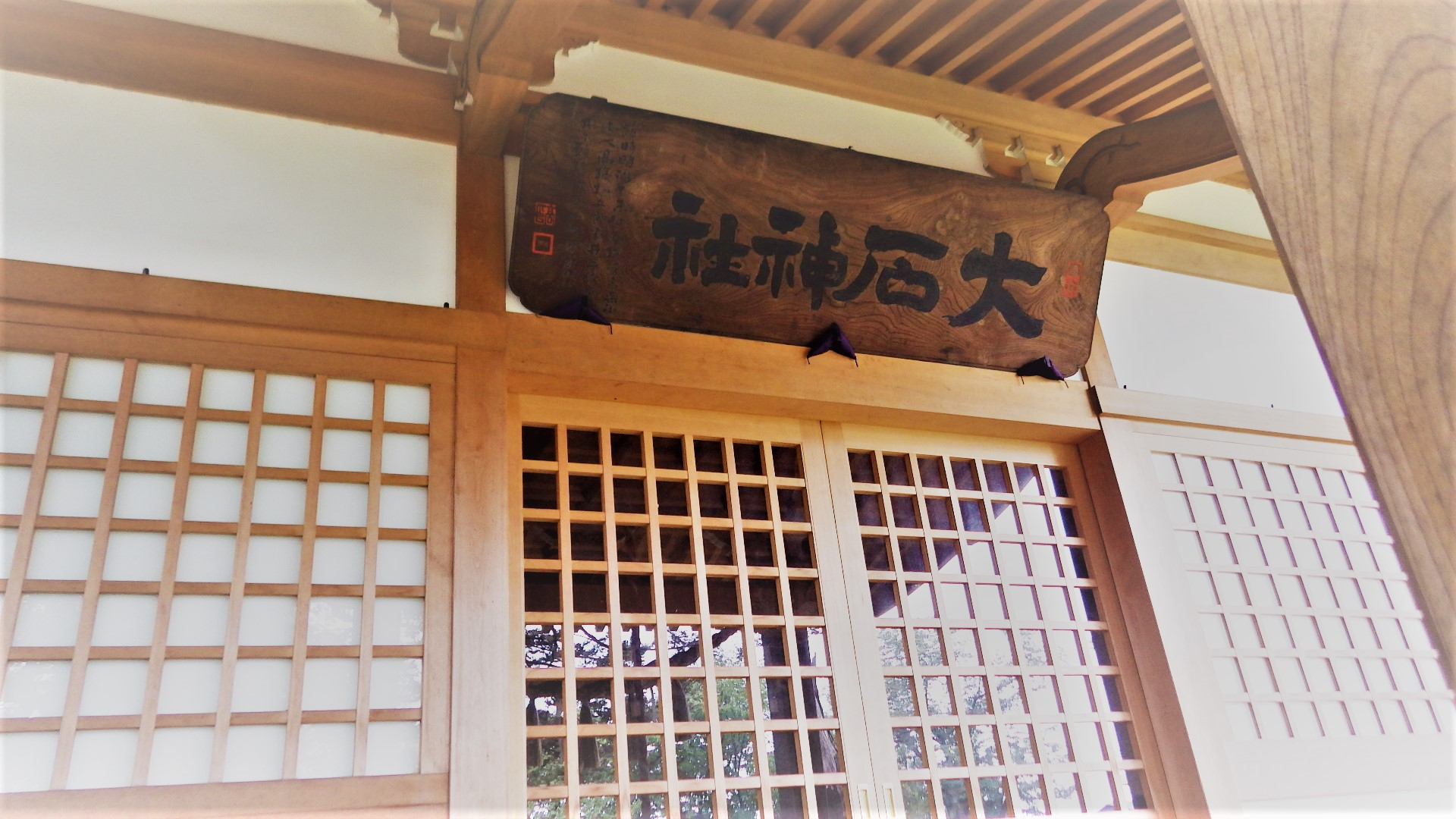
本殿の扁額
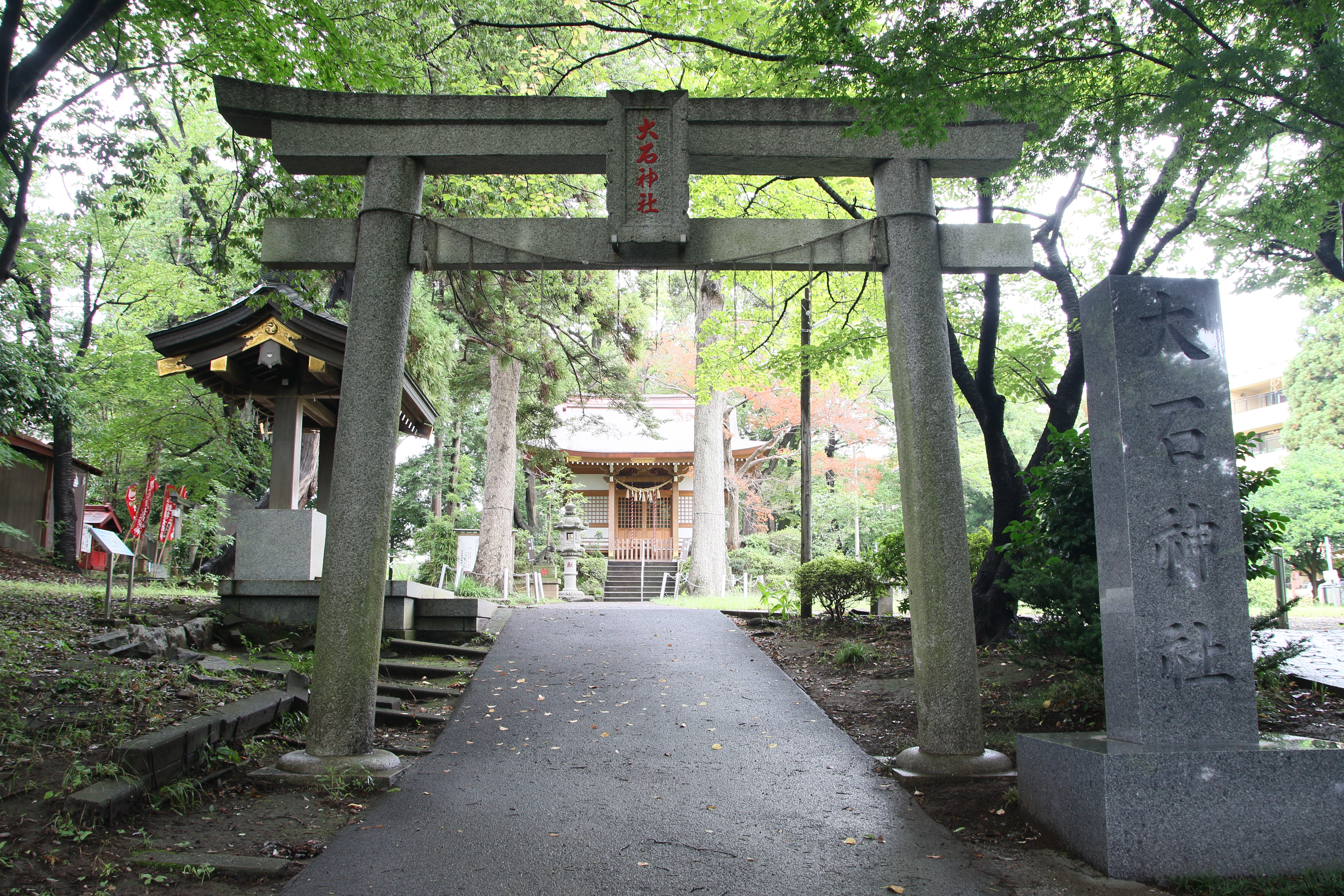
鳥居
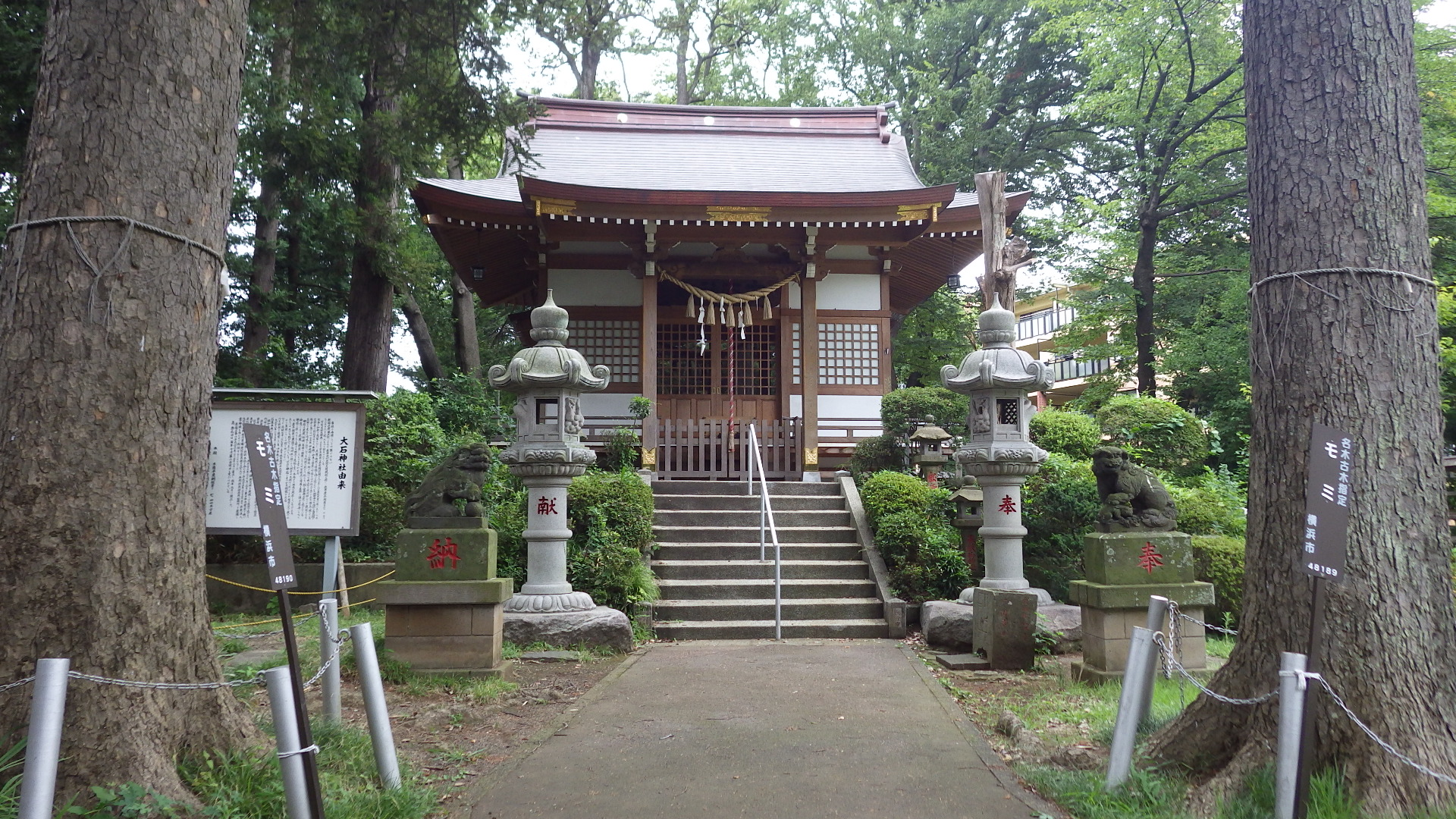
本殿と2本のモミの木
境内社の大石稲荷社
神楽殿
文政12年銘の手水鉢
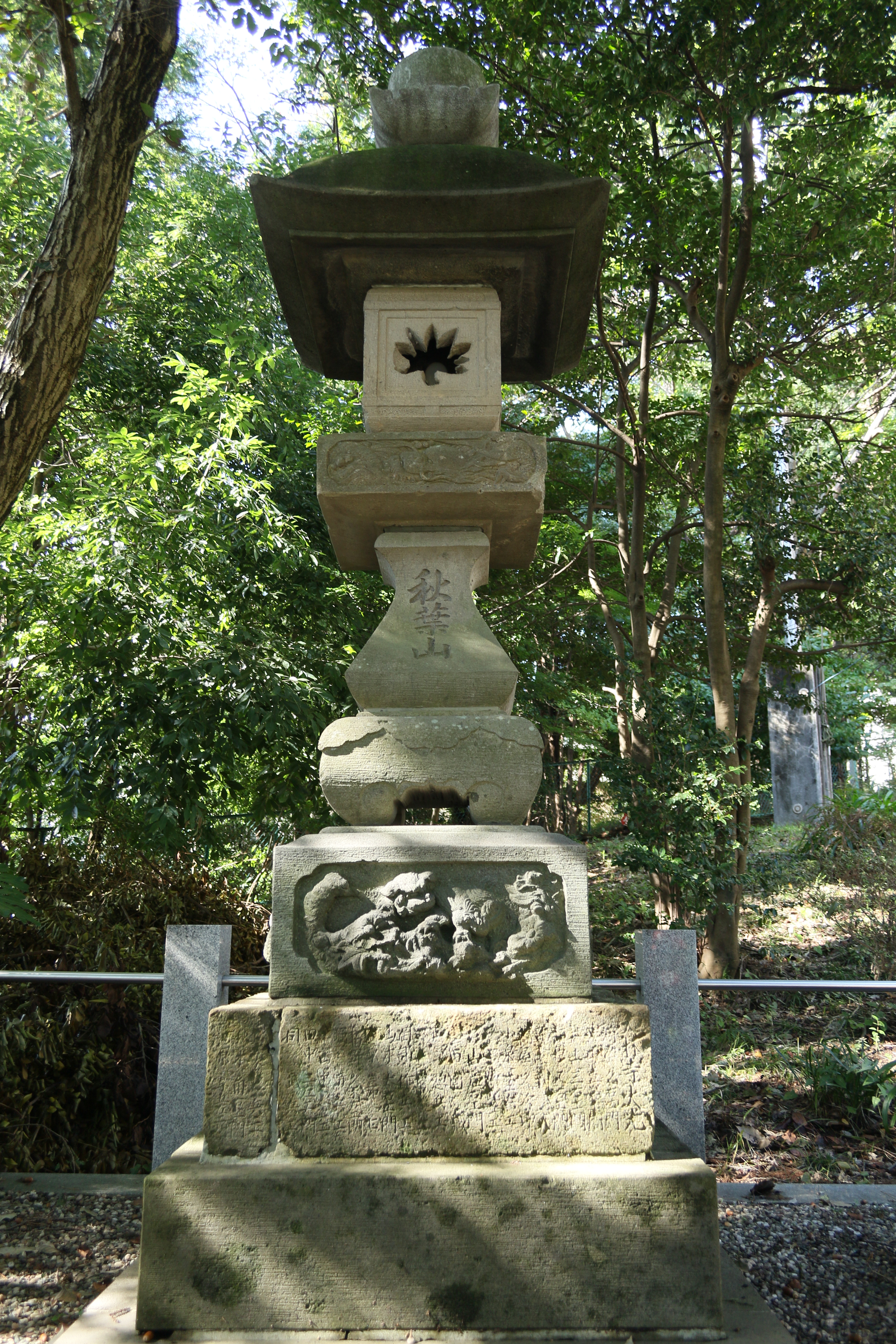
上宿常夜燈
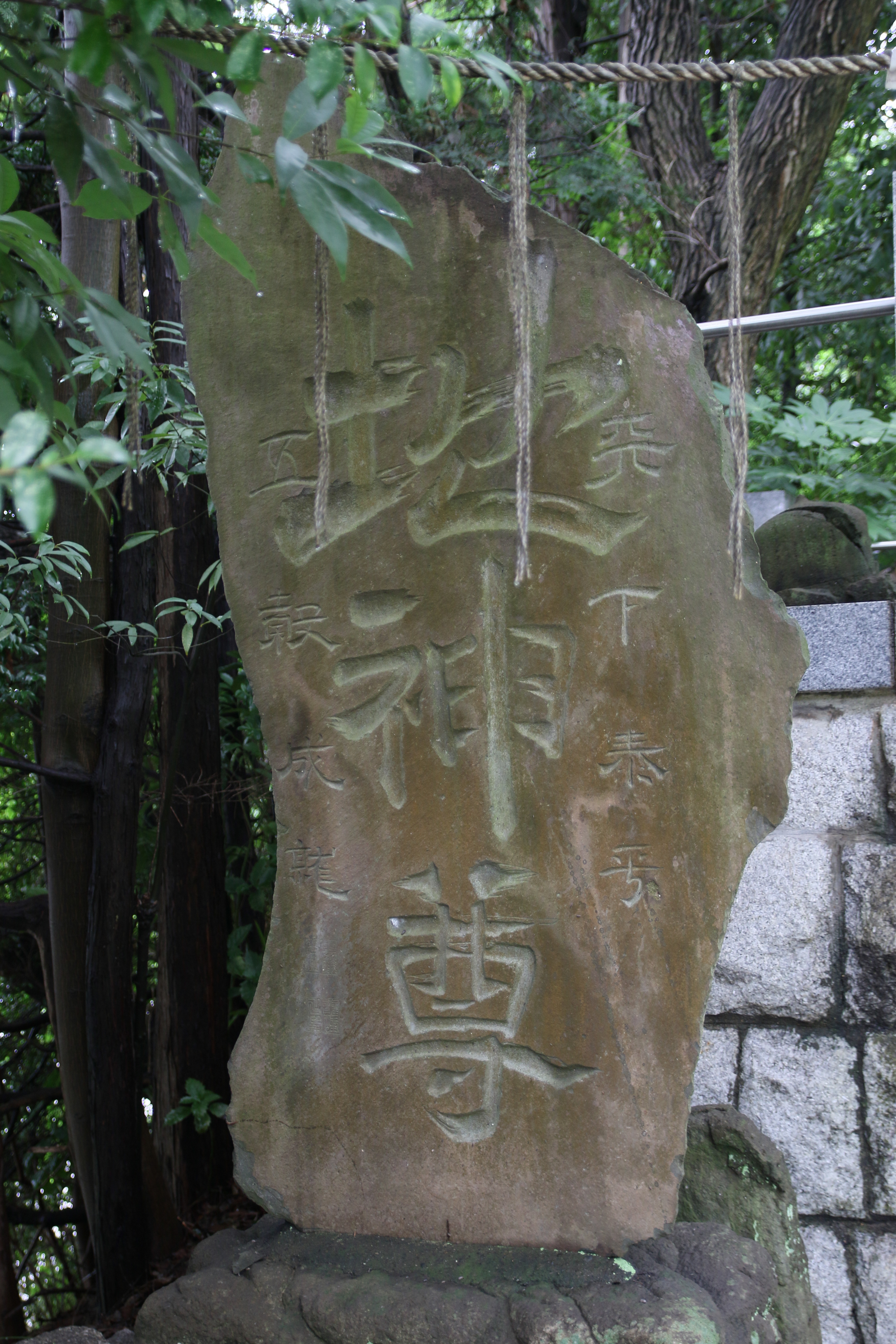
上宿常夜燈前に立つ地神塔

## 交通アクセス
- JR横浜線・東急田園都市線長津田駅から徒歩10分[13]。